# Ginka Gjurova
Ginka Gjurova, född den 15 april 1954, är en bulgarisk före detta roddare.
Hon tog OS-silver i fyra med styrman i samband med de olympiska roddtävlingarna 1980 i Moskva.